# Roc Roi (els Masos de Baiarri)
El Roc Roi, o Roc Roig, que seria la forma normativa, és una roca i cinglera amb el punt més elevat a 1.150,5 metres del terme actual de Conca de Dalt, pertanyent a l'antic municipi de Claverol, dins de l'antic enclavament dels Masos de Baiarri.
És al sector sud-occidental de l'enclavament, a l'antic termenal amb Hortoneda de la Conca, al nord-est de la Roca de Cavalls i a l'oest-nord-oest del Coll de Neda. És al damunt de l'Espluga de Roca de Cavalls, que queda al sud-est, dins d'Hortoneda de la Conca.